# Atopi
Atopi är en överdriven benägenhet att bilda IgE-antikroppar mot proteiner i omgivningen, till exempel pollen och djurdamm.. Man kan även tala om det atopiska syndromet.

## Atopiska sjukdomar
Allergisk astma och allergisk rinit orsakas i regel av IgE-antikroppar. Icke-allergisk astma och icke-allergisk rinit kan ha många olika orsaker. Eksem som drabbar person med atopisk konstitution kan betecknas atopiskt eksem. Barn med atopiskt eksem kan ha en ökad risk att utveckla allergisk astma under uppväxten. 